# تاندارا كايشيتا
تاندارا ألفيس كايشيتا (من مواليد 30 أكتوبر 1988) هو لاعبة كرة طائرة برازيلية محترفة تلعب مع منتخب البرازيل للكرة الطائرة للسيدات ولفريق سيسك-ريو في الدوري البرازيلي الممتاز، تلعب في المركز المعاكس. تنافست مع منتخب البرازيل في دورة الألعاب الأولمبية الصيفية 2012، وفازت بالميدالية الذهبية. بعد استبعاده من نسخة 2016 ، في مدينة ريو دي جانيرو في البرازيل. كانت من بين الذين تم استدعاؤهم لدورة الألعاب الأولمبية الصيفية 2020 في مدينة طوكيو التي أقيمت عام 2021، بعد تأجيلها بسبب تأثيرات جائحة كوفيد-19، خلال الفترة الأخيرة من المسابقة، تم اتهامها بانتهاك محتمل لقواعد مكافحة المنشطات خلال اختبار تم إجراؤه في يوليو 2021، عادت اللاعبة من اليابان إلى البرازيل، حتى قبل فوز المنتخب البرازيلي على المنتخب الكوري الجنوبي بثلاث مجموعات مقابل صفر، في نصف نهائي المسابقة، حيث انتهى بها الأمر باستبدالها في المباراة. أكدت اللاعبة براءتها وطالبت المساعدة القانونية من المحاكم العليا لإلغاء الحكم، في مايو 2022 حُكم على تندارا بالسجن أربع سنوات مع وقف التنفيذ لاستخدامه أوستارينا. 

## نشأتها
هي ابنة إيفالدو كايشيتا، وهو لاعب هاو سابق في اتحاد بانكو دو برازيل الرياضي. في سن التاسعة، وبعد تجربة العديد من الألعاب الرياضية المختلفة، شاهدت إعلانًا تلفزيونيًا وقررت الذهاب إلى تجربة الكرة الطائرة.